# Dankwartstraße 8 (Wismar)
Das Wohnhaus Dankwartstraße 8 in Wismar-Altstadt in der Dankwartstraße wurde um 1430 gebaut. Das Gebäude steht unter Denkmalschutz.

## Geschichte
Das viergeschossige, mittelalterliche gotische Giebelhaus von 1430 mit der Backsteinfassade wurde als schmales Wohnhaus gebaut. Es ist damit in Wismar und Mecklenburg eines der ältesten gut erhaltenen Wohnbauten der späten Backsteingotik, selten auch Ostseegotik oder Baltic-Gothic genannt. Diese Architektur findet sich in erster Linie in Gebieten, in denen es keine ausreichenden Vorkommen an Naturstein gibt, insbesondere im norddeutschen Tiefland.
Erkennbar sind barocke und andere Überformungen in der Giebelfassade mit den durch Lisenen aus Formsteinen eingefassten schmalen und hohen Fenstern. Das Haus wurde 1978–1985 rekonstruiert und saniert.